# كريس دويرنغ
كريس دويرنغ (بالإنجليزية: Chris Doering)‏ هو لاعب كرة قدم أمريكية أمريكي، ولد في 19 مايو 1973 في غينزفيل في الولايات المتحدة.

## وصلات خارجية
- كريس دويرنغ على موقع مرجع كرة القدم المحترفة.كوم (الإنجليزية)